# Maurice Tinchant
Maurice Tinchant, de son vrai nom Maurice Tran Trong-Tinchant, est un producteur de cinéma français né le 12 mai 1946 .

## Biographie
Il est directeur général de la société de production Pierre Grise Productions.

## Filmographie (sélection)
- 1991 : La Belle Noiseuse de Jacques Rivette
- 1991 : Nuit et Jour de Chantal Akerman
- 1992 : La Chasse aux papillons d'Otar Iosseliani
- 1994 : Jeanne la Pucelle de Jacques Rivette
- 1995 : Haut bas fragile de Jacques Rivette
- 1996 : Brigands, chapitre VII d'Otar Iosseliani
- 1998 : Secret défense de Jacques Rivette
- 2000 : Aïe de Sophie Fillières
- 2001 : Va savoir de Jacques Rivette
- 2001 : L'Homme des foules de John Lvoff
- 2002 : Lundi matin d'Otar Iosseliani
- 2005 : Gentille de Sophie Fillières
- 2005 : L'Œil de l'autre de John Lvoff
- 2006 : Jardins en automne d'Otar Iosseliani
- 2007 : Ne touchez pas la hache de Jacques Rivette
- 2008 : Les Inséparables de Christine Dory
- 2009 : 36 vues du pic Saint-Loup de Jacques Rivette
- 2009 : Un chat un chat de Sophie Fillières
- 2010 : Chantrapas d'Otar Iosseliani
- 2012 : Holy Motors de Leos Carax
- 2014 : Arrête ou je continue de Sophie Fillières

## Distinctions

### Nominations
- César 2013 : César du meilleur film pour Holy Motors[2]